# Граки
Граки́ — хутір у Словечанській сільській громаді Житомирської області
Координати: 51°32′00″ пн. ш. 28°25′12″ сх. д. / 51.53333° пн. ш. 28.42000° сх. д.
Хутір знаходиться на дорозі поміж селами Лучанки та Возничі.

## Історія
Хутір Граки Овруцького району Житомирської обл. був заснований після другої Світової війни вихідцями із сіл Лучанки та Возничі (роди Ганзів, Кучерявих, Кебла та інш.), предки яких наприкінці XVIII — початку XIX століть були вихідцями з села Левковичі Овруцького району Житомирської обл. та мали прізвища Невмержицькі і Левківські.
| Україна | Це незавершена стаття з географії України. Ви можете допомогти проєкту, виправивши або дописавши її. |